# Саут Темпл (Пенсилванија)
Саут Темпл (енгл. South Temple) насељено је место без административног статуса у америчкој савезној држави Пенсилванија.

## Демографија
По попису из 2010. године број становника је 1.424.
| Група             | 2000.    | 2010.         |
| Белци             | 0 (0,0%) | 1.147 (80,5%) |
| Афроамериканци    | 0 (0,0%) | 42 (2,9%)     |
| Азијати           | 0 (0,0%) | 11 (0,8%)     |
| Хиспаноамериканци | 0 (0,0%) | 211 (14,8%)   |
| Укупно            | 0        | 1.424         |